# Schlacht um Scharaf ad-Din
Die Schlacht um Scharaf ad-Din (oder Sherfedîn) war eine Schlacht zwischen der islamistischen Terrororganisation Islamischer Staat (IS) und kurdischen Peschmerga-Bürgerwehren mit einheimischen Jesiden. Sie dauerte vom 20. Oktober 2014 bis zum 20. Dezember 2014 und fand an der Pilgerstätte Sherfedîn am Höhenzug Dschabal Sindschar im Gouvernement Ninawa im Nordwesten des Iraks statt.
Am 20. Oktober 2014 um drei Uhr rückten die IS-Milizen auf mehrere Orte um den Dschabal Sindschar vor. Augenzeugen berichten, es seien 40 Humvees beim Vormarsch im Einsatz gewesen. Dabei konnten die IS-Milizen rasch vorrücken und die Verteidiger im Mausoleum des Scharaf ad-Din einkesseln, das für die religiöse Minderheit der Jesiden die zweitwichtigste Pilgerstätte darstellt. Laut jesidischen Aussagen seien alleine am 20. Oktober einhundert ihrer Kämpfer im Rahmen der Großoffensive gefallen. Die jesidischen Bürgerwehren warteten seit Tagen auf einen versprochenen Entlastungsangriff der Peschmerga. Sowohl die Flucht als auch eine mögliche Luftunterstützung der Anti-IS-Allianz wurden durch tagelangen Regen behindert. Am 22. Oktober veröffentlichte die jesidische Seite ein Video, in dem der deutschsprachige Kämpfer Yassir Qasim Khelef weltweit um Hilfe bittet. Er berichtete, dass die jesidische Bürgerwehr nur noch in den Bergen und in der Pilgerstätte die Stellung halte, die IS-Milizen seien nur noch 3 km von der Pilgerstätte entfernt.
Am Morgen des 25. Oktober gelang es kurdischen Kräften erneut, die Stadt Zumar etwa 50 km nordöstlich des Sindschargebirges einzunehmen. Die Verteidiger konnten bis Ende Oktober, mit Unterstützung der Peschmerga, die Frontlinie stabil halten. Am 1. November wurde bekannt, dass die Peschmerga eine Offensive zur Befreiung der Stadt Sindschar gestartet hatten. Die Hauptstadt des Distriktes liegt etwa 10 km südwestlich der Pilgerstätte, auf der gegenüberliegenden Seite des Sindschar-Gebirges.
Im Dezember 2014 starteten die Peschmerga einen Großangriff gegen den IS in der Region und konnten innerhalb weniger Tage die meisten Gebiete der Region befreien.

## Belege
1. ↑  Spiegel: IS-Angriff auf Jesiden im Nordirak: Eingekesselt, ausgeliefert, verzweifelt, Abruf am 20. Oktober 2014
2. ↑  n24: Das Drama um die vergessene Stadt, Abruf am 21. Oktober 2014
3. ↑  Rhein-Zeitung: Deutscher Jeziden-Kämpfer in verzweifeltem Video: Schickt Luftunterstützung!, Abruf am 23. Oktober 2014
4. ↑  APA: Kurden drängen IS in Kobane wieder ab, Abruf am 25. Oktober 2014
5. ↑  Hasnain Kazim: Deutscher Jesiden-Kämpfer im Nordirak: "Die Welt muss uns nur helfen". Spiegel Online, 31. Oktober 2014, abgerufen am 2. November 2014.
6. ↑  dpa: Kurden schlugen erneuten IS-Angriff auf Kobane zurück. Der Standard, 1. November 2014, abgerufen am 1. November 2014.
7. ↑  Terrorgruppe: IS-Miliz soll mehr als hundert "Deserteure" hingerichtet haben. In: Spiegel Online. 20. Dezember 2014, abgerufen am 10. Juni 2018.
8. ↑  Kurden schlugen erneuten IS-Angriff auf Kobane zurück. In: derstandard.at. 1. November 2014, abgerufen am 2. Februar 2024.
9. ↑  NDR Reisebericht zum Nordirak (Memento vom 21. Februar 2016 im Internet Archive)

Koordinaten: 36° 25′ 46″ N, 41° 52′ 6,3″ O